# Spargania cyllene
Spargania cyllene là một loài bướm đêm trong họ Geometridae.